# حسین‌آباد (بخش مرکزی جم)
حسین‌آباد روستایی از توابع بخش مرکزی شهرستان جم استان بوشهر در جنوب ایران می‌باشد.
این روستا در دهستان کوری قرار دارد و بر اساس سرشماری رسمی در سال ۱۳۹۵ آمار جمعیت آن ۱۷۶نفر می‌باشد بر همین اساس در سال ۱۳۸۵ آمار جمعیت آن ۱۷۵نفر بوده‌است.
این روستای باقدمت و تاریخی با روستای باریکان همجوار و نزدیک است. حسینیه حسین‌آباد یکی از معروف‌ترین حسینیه‌ها و اماکن مذهبی شهرستان جم می‌باشد. از مهم‌ترین رویدادهای مذهبی و آئینی در این روستا برگزاری مراسم تعزیه خوانی باشکوه و عزاداری‌های پر جمعیت ماه‌های محرم و صفر است.